# Gouvernement Hassan Rohani I
Gouvernement de Mahmoud Ahmadinedjad (en) Gouvernement de Hassan Rohani II
Le gouvernement Hassan Rohani est le gouvernement de la République islamique d'Iran, du 3 août 2013 au 3 août 2017, à l'issue de la onzième élection présidentielle de 2013.

## Composition
| Fonction               | Titulaire                 | Parti | Parti |
| ---------------------- | ------------------------- | ----- | ----- |
| Président              | Hassan Rohani             |       | PMD   |
| Premier vice-président | Eshaq Djahanguiri         |       | PCC   |
| Chef de cabinet        | Mohammad Nahavandian (en) |       | PCI   |

### Ministres
| Fonction                                                         | Titulaire                     | Nommé             | Départ            | Parti | Parti      |
| ---------------------------------------------------------------- | ----------------------------- | ----------------- | ----------------- | ----- | ---------- |
| Ministre des Affaires étrangères                                 | Mohammad Djavad Zarif         | 15 août 2013      | 20 août 2017      |       | Ind.       |
| Ministre de la Santé, des Soins et de la Formation médicale      | Hassan Hashemi (en)           | 15 août 2013      | 20 août 2017      |       | Ind.       |
| Ministre de l'Éducation                                          | Ali Asghar Fani (en)          | 15 août 2013      | 19 octobre 2016   |       | Ind.       |
| Ministre de l'Éducation                                          | Fakruddin Ahmadi (en)         | 19 octobre 2016   | 20 août 2017      |       | FPII       |
| Ministère du Renseignement de la république islamique d'Iran     | Mahmoud Alavi                 | 15 août 2013      | 20 août 2017      |       | FRII       |
| Ministre des Finances                                            | Ali Tayebnia (en)             | 15 août 2013      | 20 août 2017      |       | Ind.       |
| Ministre des Communications et des Technologies de l’Information | Mahmoud Vaezi (en)            | 15 août 2013      | 20 août 2017      |       | PMD        |
| Ministre de l'Agriculture                                        | Mahmoud Hojjati               | 15 août 2013      | 20 août 2017      |       | FPII       |
| Ministre de la Justice                                           | Mostafa Pourmohammadi         | 15 août 2013      | 20 août 2017      |       | ACM        |
| Ministre de la Défense et de la Logistique des Forces Armées     | Hossein Dehghan               | 15 août 2013      | 20 août 2017      |       | Mil.       |
| Ministre de l’Industrie, des Mines et du Commerce                | Mohammad Reza Nematzadeh (en) | 15 août 2013      | 20 août 2017      |       | PMD        |
| Ministre des Sciences, de la Recherche et de la Technologie      | Jafar Towfighi (en)*          | 15 août 2013      | 27 octobre 2013   |       | OIF (en)   |
| Ministre des Sciences, de la Recherche et de la Technologie      | Reza Farajidana (en)          | 27 octobre 2013   | 20 août 2014      |       | Ind.       |
| Ministre des Sciences, de la Recherche et de la Technologie      | Mohammad-Ali Najafi (en)*     | 20 août 2014      | 26 nov 2014       |       | Ind.       |
| Ministre des Sciences, de la Recherche et de la Technologie      | Mohammad Farhadi (en)         | 26 nov 2014       | 20 août 2017      |       | AISMI (en) |
| Ministre du Travail, des Coopératives et du Bien-être social     | Ali Rabeï (en)                | 15 août 2013      | 20 août 2017      |       | PTI        |
| Ministre de l'Intérieur                                          | Abdolreza Rahmani Fazli (en)  | 15 août 2013      | 20 août 2017      |       | Ind.       |
| Ministre des Voies et de l'Urbanisme                             | Abbas Akhoundi                | 15 août 2013      | 20 août 2017      |       | Ind.       |
| Ministre du Pétrole                                              | Bijan Namdar Zanganeh (en)    | 15 août 2013      | 20 août 2017      |       | PCC        |
| Ministre de l'Énergie                                            | Hamid Chitchian (en)          | 15 août 2013      | 20 août 2017      |       | Ind.       |
| Ministre de la Culture et de l'Orientation islamique             | Ali Jannati                   | 15 août 2013      | 19 octobre 2016   |       | PMD        |
| Ministre de la Culture et de l'Orientation islamique             | Abbas Salehi (en)             | 19 octobre 2016   | 1er novembre 2016 |       | Ind.       |
| Ministre de la Culture et de l'Orientation islamique             | Reza Salehi Amiri (en)        | 1er novembre 2016 | 20 août 2017      |       | PMD        |
| Ministre du Sport et de la Jeunesse                              | Reza Salehi Amiri (en)*       | 17 août 2013      | 28 oct 2013       |       | PMD        |
| Ministre du Sport et de la Jeunesse                              | Mohammad Shariatmadari (en)*  | 28 oct 2013       | 17 nov 2013       |       | Ind.       |
| Ministre du Sport et de la Jeunesse                              | Mahmoud Goudarzi (en)         | 17 nov 2013       | 19 oct 2016       |       | Ind.       |
| Ministre du Sport et de la Jeunesse                              | Nasrollah Sajjadi (en)*       | 19 oct 2016       | 1er nov 2016      |       | Ind.       |
| Ministre du Sport et de la Jeunesse                              | Masoud Soltanifar (en)        | 1er nov 2016      | 20 août 2017      |       | PMD        |

* Par intérim

### Vice-présidents
| Fonction                                                                                    | Titulaire | Nommé | Départ | Parti | Parti |
| ------------------------------------------------------------------------------------------- | --------- | ----- | ------ | ----- | ----- |
| Directeur de l'Organisation de l'énergie atomique                                           |           |       |        |       |       |
| Directeur de l'organisation iranienne du patrimoine culturel, de l’artisanat et du tourisme |           |       |        |       |       |
| Directeur de l’Organisation de la Protection de l’environnement                             |           |       |        |       |       |
| Vice-présidente chargée des Affaires juridiques                                             |           |       |        |       |       |
| Directeur de la Fondation des Martyrs et des vétérans de la guerre                          |           |       |        |       |       |
| Vice-président chargé des Affaires parlementaires                                           |           |       |        |       |       |
| Président de la Fondation nationale des élites                                              |           |       |        |       |       |
| Directeur de l’Organisation de la Planification et du Budget                                |           |       |        |       |       |
| Vice-présidence chargée des Femmes et des Affaires familiales                               |           |       |        |       |       |
| Directeur de l’Organisation de l’Administration et du Recrutement                           |           |       |        |       |       |
| Vice-président chargé de l'Économie                                                         |           |       |        |       |       |